# NN.ru
NN.ru или же НН.РУ (произносится «энэнру») — российское сетевое издание, основанное в 1999 году. Специализируется на новостях и общении жителей города Нижний Новгорода и Нижегородской области.
«Самый популярный в городе сайт» в 2001 году по оценке издания Секрет фирмы. Третье по цитируемости интернет-СМИ Нижегородской области за 2020 год по данным компании Медиалогия.

## История
В 1999 году независимая компания ООО «НН.РУ» создала сайт под названием «Нижний Новгород Online», ставший впоследствии известным как «NN.ru». Сайт был создан основателями компании Михаилом Иосилевичем и Ильей Осиповым, выпускниками Нижегородского государственного университета 1998 года.
Ещё за два года до этого был создан сайт auto.nn.ru, после чего основатели проекта решили создать сайт — каталог полезных ссылок, общения, городских новостей и объявлений. Работа над сайтом NN.ru была начата весной 1999 года, а готовый сайт был открыт 7 сентября 1999 года.
Дизайн сайта был придуман коммерческим директором компании Михаилом Иосилевичем, а код сайта был написан директором компании Ильей Осиповым, а также двумя первыми программистами проекта: Алексеем Павловым и Андреем Шапошниковым.
С момента публикации сайта этот проект стали монетизировать за счёт продажи рекламы и размещения платных ссылок в каталоге.
В 2000 году на сайте был открыт форум собственной разработки, который стал весьма удачным проектом и самым массовым местом общения нижегородцев онлайн. В том же году сайт получил одно из первых в регионе среди интернет-медиа свидетельство о регистрации СМИ Эл № 77-4075 от 28.08.2000.
В 2001 году по решению учредителей директором компании и проекта стал Михаил Иосилевич, а техническим директором — Илья Осипов.
2001—2003 годах на сайте открылось множество субпроектов, таких как counter.nn.ru — рейтинг сайтов нижегородской области, nnbn.nn.ru — региональная рекламная сеть. Многие региональные компании открывали свои сайты в *.nn.ru, используя его как популярный альтернативный региональный домен, конкурирующий с официальным географическим доменом *.nnov.ru.
С 2010 года на сайте NN.ru начала действовать популярная система «Совместная покупка».
В 2013 сайт был продан и сменил собственника — вместо ООО «НН.РУ» им стала компания «Shkulev Media Holding»; сумма сделки составила 80 миллионов рублей.
С 2001 года NN.ru закрепил за собой статус наиболее посещаемого сайта Нижегородской области. Периодически редакция сайта берёт интервью у медийных личностей и местных государственных служащих. Широко освещаются резонансные местные события такие как самосожжение Ирины Славиной.

## Описание

### Описание сайта
Сайт представляет собой городской портал на котором пользователи могут читать местные новости, заниматься куплей и продажей автомобилей и недвижимости, участвовать в городском форуме, публиковать и просматривать различные объявления горожан.

### Редакция
В проекте работают около 30 человек. Главный офис редакции сайта находится в Нижнем Новгороде по адресу улица Горького, 226 Б, 1 этаж. Руководитель: Прокофьев А. С., Главный редактор: Денис Стрелков.

## Деятельность

### День Нижегородского Интернета
День Нижегородского Интернета («ДНИ») был впервые проведен в декабре 1999 года как маркетинговое мероприятие для привлечения внимания к сайту и интернету как таковому.
С 1999 по 2012 годы NN.ru совместно с различными партнерами проводил ежегодную Народную премию, по результатам которой выбирались самые популярные пользователи (личности) нижегородского интернета, лучшие сайты и лучше достижения. С помощью голосования нижегородцы выбирали лауреатов премии в различных номинациях.

## Популярность
По оценкам Shkulev Media Holding средняя ежемесячная аудитория проекта NN.ru составляет порядка 1,8 миллиона уникальных пользователей, которые просматривают более 12,8 миллиона страниц. По данным сервиса SimilarWeb месячная аудитория сайта на начало 2023 года составляет 3,8 млн посетителей в месяц.